# Andreas Heraf
Andreas Heraf (Viena, Austria, 10 de septiembre de 1967)  es un exfutbolista y actual entrenador austriaco, que se desempeñó como mediocampista y que militó en diversos clubes de Austria e Alemania. Fue seleccionado internacional austriaco, en tal solo 11 oportunidades y anotó solo 1 gol y además, disputó 1 Copa del Mundo FIFA, con el seleccionado de su país. Actualmente es entrenador del SC Bregenz  de Austria.

## Selección nacional
Ha sido internacional con la Selección de fútbol de Austria; donde jugó 11 partidos internacionales y anotó solo 1 gol por dicho seleccionado. Incluso participó con su selección, en 1 sola Copa Mundial. La única Copa del Mundo en que Heraf participó, fue en la edición de  Francia 1998, donde su selección quedó eliminado en la primera fase, siendo tercera de su grupo (que compartió con Italia, Chile y Camerún).

## Clubes

### Como jugador
| Club              | País     | Año       |
| ----------------- | -------- | --------- |
| Rapid Viena       | Austria  | 1985-1988 |
| First Vienna FC   | Austria  | 1988-1990 |
| Austria Salzburgo | Austria  | 1991      |
| Vorwärts Steyr    | Austria  | 1991-1994 |
| Hannover 96       | Alemania | 1994      |
| Rapid Viena       | Austria  | 1995-1999 |
| FC Kärnten        | Austria  | 2000-2001 |

### Como entrenador
| Club                           | País          | Año       |
| ------------------------------ | ------------- | --------- |
| FC Saarbrücken (2º entrenador) | Alemania      | 2001-2002 |
| Rapid Viena (Sub-18)           | Austria       | 2002-2003 |
| Austria Lustenau               | Austria       | 2003-2005 |
| SC Schwanenstadt 08            | Austria       | 2005      |
| FC Juniors OÖ                  | Austria       | 2006      |
| SC Schwanenstadt 08            | Austria       | 2006-2007 |
| SC/ESV Parndorf                | Austria       | 2008      |
| Austria (Academia)             | Austria       | 2008-2017 |
| Austria (Sub-20)               | Austria       | 2008      |
| Austria (Sub-18)               | Austria       | 2008-2009 |
| Austria (Sub-19)               | Austria       | 2009-2010 |
| Austria (Sub-16)               | Austria       | 2010      |
| Austria (Sub-20)               | Austria       | 2010-2011 |
| Austria (Sub-17)               | Austria       | 2011-2012 |
| Austria (Sub-18)               | Austria       | 2012-2013 |
| SKN St. Pölten (Sub-18)        | Austria       | 2013      |
| Austria (Sub-19)               | Austria       | 2013-2014 |
| Austria (Sub-15)               | Austria       | 2014      |
| Austria (Sub-16)               | Austria       | 2014-2015 |
| Austria (Sub-20)               | Austria       | 2015      |
| Austria (Sub-17)               | Austria       | 2015-2016 |
| Austria (Sub-18)               | Austria       | 2016-2017 |
| Nueva Zelanda (femenina)       | Nueva Zelanda | 2017-2018 |
| Floridsdorfer AC               | Austria       | 2018-2019 |
| SV Ried (2º entrenador)        | Austria       | 2019-2020 |
| SV Ried (2º entrenador)        | Austria       | 2021      |
| Türkgücü Múnich                | Alemania      | 2021-2022 |
| SC Bregenz                     | Austria       | 2023-     |